# Enterprise asset management
Enterprise Asset Management (EAM) — систематическая и скоординированная деятельность организации, нацеленная на оптимальное управление физическими активами и режимами их работы, рисками и расходами на протяжении всего жизненного цикла для достижения и выполнения стратегических планов организации.
ЕАМ-система — прикладное программное обеспечение управления основными фондами предприятия в рамках стратегии EAM. Его применение ориентировано на сокращение затрат на техническое обслуживание, ремонт и материально-техническое обеспечение без снижения уровня надёжности, либо повышение производственных параметров оборудования без увеличения затрат.
ЕАМ-системы позволяют согласованно управлять следующими процессами:
- техническое обслуживание и ремонт;
- материально-техническое снабжение;
- управление складскими запасами (запчасти для технического обслуживания);
- управление финансами, качеством и трудовыми ресурсами в части технического обслуживания, ремонтов и материально-технического обеспечения.

Исторически EAM-системы возникли из CMMS-систем — систем управления ремонтами. По состоянию на начало 2010 годов модули EAM входят в состав практически всех крупных универсальных пакетов управленческого программного обеспечения, также существуют и развиваются специализированные EAM-системы, в том числе, ориентированные только на конкретные отрасли.